# 代々木パーキングエリア

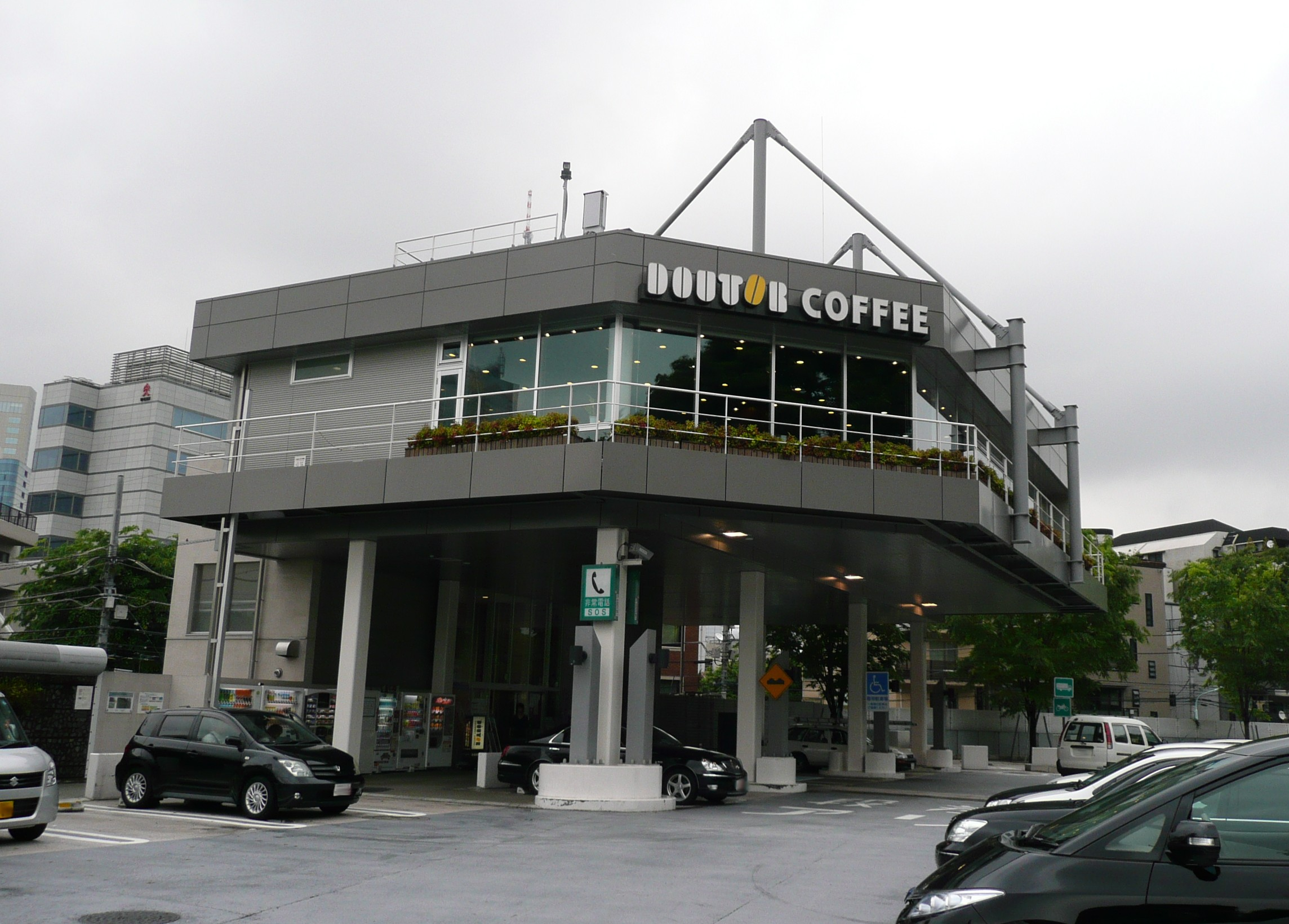
代々木パーキングエリア（2010年5月）

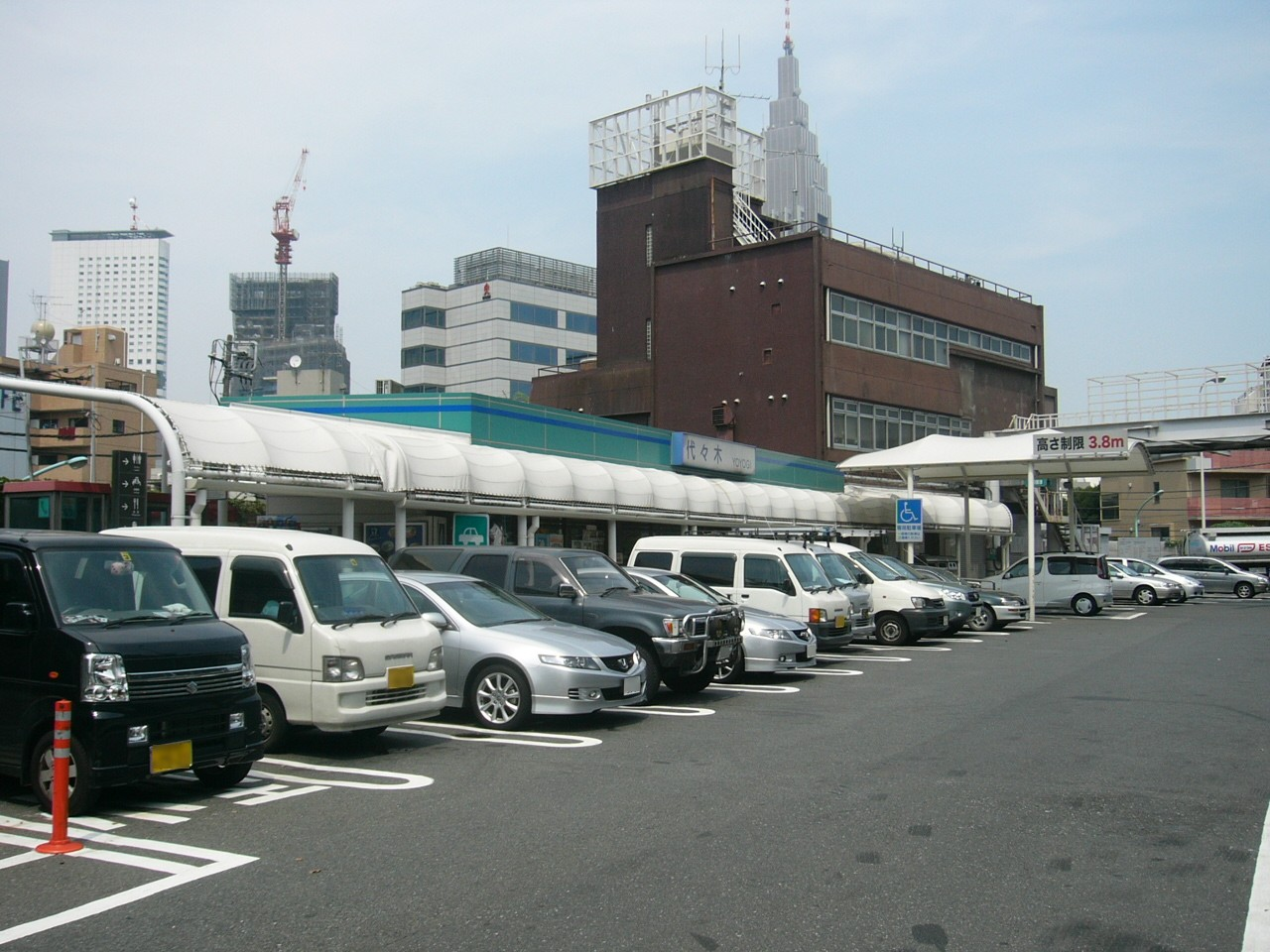
改装前の代々木パーキングエリア（2006年8月）

代々木パーキングエリア（よよぎパーキングエリア）は、首都高速4号新宿線の上り線（都心環状線方向）に設置されているパーキングエリアである。所在地は東京都渋谷区代々木神園町1728番地8 (代々木公園北端)で、2008年（平成20年）に全面改装が行われた。
尚、この場所にはかつて、首都高速4号新宿線が三宅坂JCT〜初台仮出入口まで開通した当時、「代々木本線料金所」があり、当パーキングエリアはその跡地を転用したものである。

## 施設
- 駐車場
  - 小型: 36台
  - 大型: 4台
  - 身障者用: 1台
  - 二輪車: 約3台分
- トイレ
  - 男: 大3(洋式3)/小4
  - 女: 5 (洋式5)
  - 身障者用: 2
- 食堂・売店
  - レストランよよぎの森 7:00 - 21:00
  - ドトールコーヒー 7:00 - 19:00
- 自動販売機

## ギャラリー

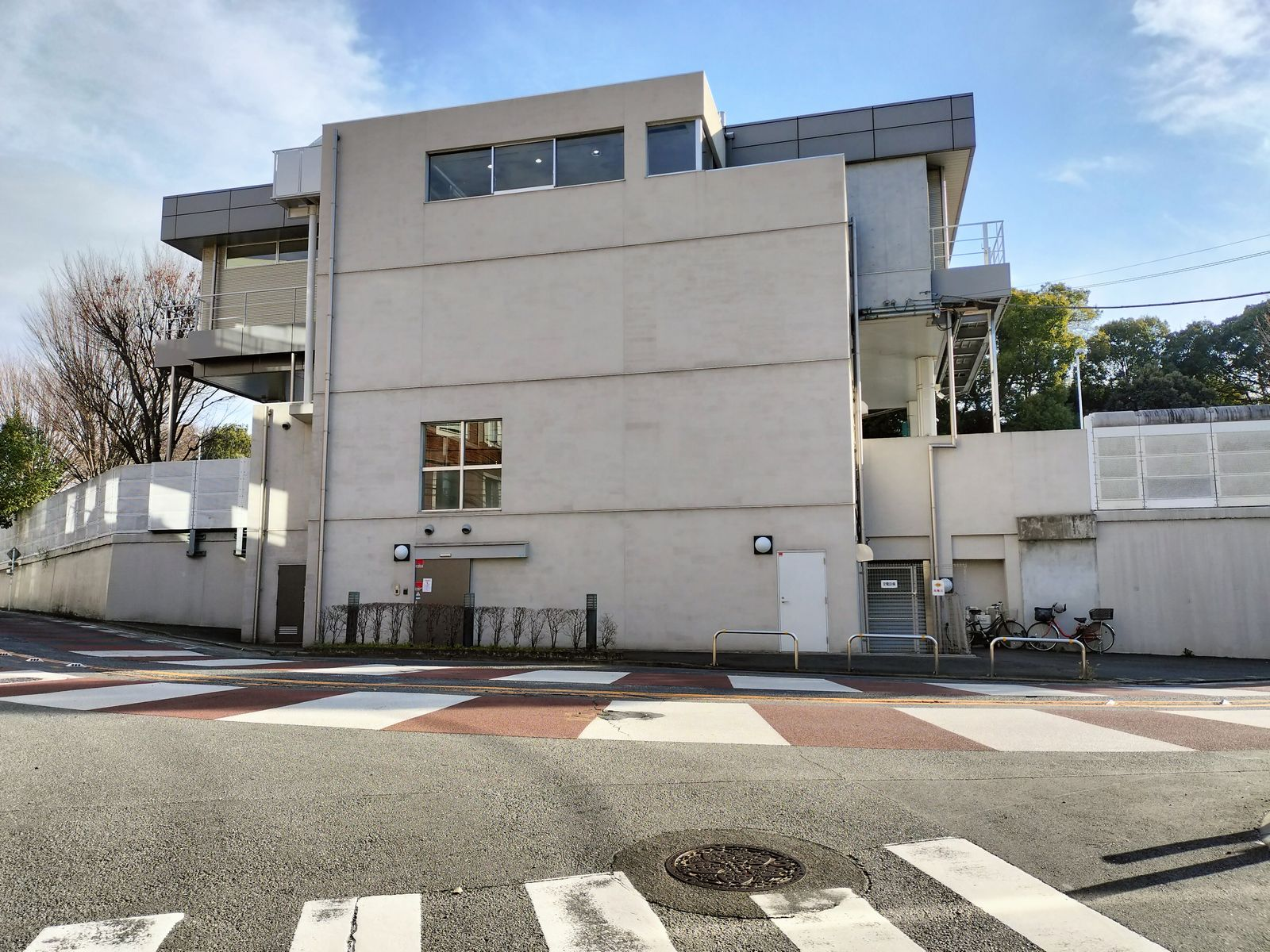
北側（一般の出入りは不可）

## 隣
首都高速4号新宿線
(401,402)外苑出入口 - 代々木PA - (403)代々木出入口